# Лебедев, Всеволод Владимирович
Всеволод Владимирович Лебедев (8 [21] ноября 1901, Амурская область — январь 1938, Москва) — советский писатель, литературный критик, собиратель фольклора Кольского полуострова, Удмуртии, Вятских земель, Урала, Уссурийского края.

## Биография
Всеволод Лебедев, родился 8 (21) ноября 1901 года в Амурской области, где его отец работал на приисках. Через несколько лет семья переехала в город Слободской Вятской губернии, где и прошло детство Всеволода Лебедева. С 1911 по 1918 год он учился в Слободском реальном училище, после окончания которого работал в городской библиотеке, преподавал, стал одним из организаторов Слободского краеведческого музея, открытого в 1921 году. К этому же году относятся и первые публикации Всеволода Лебедева. В начале 1920-х учился на краеведческих курсах в Вятке и работал в местном краеведческом музее.
В 1923 г. поступил в Петроградский университет, где учился на археологическом отделении. В студенческие годы Лебедев работал в Эрмитаже; по окончании университета, в 1928 году, работал помощником заведующего музеем Троицо-Сергиевской лавры. Во второй половине 1920-х выезжал в Удмуртию и Мурманский округ для изучения фольклора финно-угорских народов — удмуртов и саамов. В 1931 году совершил поездку в Уссурийский край, собирая в районе реки Иман фольклор гольдов и орочон. На протяжении 1930-х годов Лебедев неоднократно выезжал на Урал, где собирал фольклор горнозаводских рабочих.
С 1927 года по 1937 год его очерки, рассказы и произведения крупных форм печатались в журналах «Новый мир», «Звезда», «Тридцать дней», «Красная новь», «Наши достижения», «Дружные ребята», «Юный натуралист», «Пионер».
Всеволод Лебедев умер в возрасте 36 лет в январе 1938 года. Точная дата и обстоятельства его смерти не известны. Первое сообщение о ней появилось 10 февраля 1938 года на первой полосе «Литературной газеты», в критической статье поэтессы Аделины Адалис о работе Союза писателей:

«…Всего лишь несколько дней тому назад мне случилось писать о прозаике Всеволоде Лебедеве, как о живом, здравствующем человеке. А человек этот, оказывается, умер за месяц до того. Умер молодой, талантливый прозаик, большой мастер, подлинный художник, — и никто не знал об этом, включая автора статьи и редакцию газеты. Ни союз писателей, ни „Литгазета“ даже не оповестили о его смерти. Почти никому не известно, как он жил, в каких условиях работал…».— Заметки о союзе писателей.
В апрельском номере журнала «Тридцать дней» был помещён некролог без даты смерти Всеволода Лебедева, согласно которому «очень своеобразный и талантливый советский писатель» умер «от внезапно наступившей и страшной болезни». Не добавили ясности и формулировки в посмертных статьях о творчестве Лебедева — в «Литературном обозрении»: «…Смерть оборвала его замыслы…» и в предисловии к изданию избранных сочинений писателя: «…Безвременная смерть молодого писателя оборвала его жизнь…». Умолчание даты и обстоятельств кончины В. В. Лебедева в открытых публикациях позволило десятилетия спустя выдвинуть версию о самоубийстве писателя в ожидании ареста. Однако, автор данного утверждения, кировский краевед Александр Рева, не привел этому доказательств в своих публикациях. О смерти В. В. Лебедева есть и другая версия, согласно которой «в сентябре 1937 года Всеволод Владимирович серьёзно заболел, и ему был поставлен диагноз — опухоль мозга. В декабре 1937 года он был перевезен в Нейрохирургический институт, где и умер 16 января 1938 года на операционном столе». Похоронен Всеволод Лебедев на Новодевичьем кладбище.

## Оценки творчества
Своеобразие писательского материала и творческой манеры Всеволода Лебедева проявились ещё в конце 1920-х, когда в детском журнале «Дружные ребята» стали выходить его очерки об удмуртах/вотяках (1928—1929), саамах/лопарях (1929) и другие материалы. Первая же большая книга Лебедева «Полярное солнце» (1930) вызвала весьма положительный отклик Максима Горького:

«…Мы имеем отличные книги, мастерски рисующие жизнь и быт даже тех племён, которые жили безвестно, немо и только что разбужены властной рукой революции от „сна веков“. Укажу на романы Милия Езерского из быта самоедов, на „Полярное солнце“ — прекрасную повесть Всеволода Лебедева о жизни лопарей…».— О литературе // Наши достижения. — 1930. — № 12.
Столь же заинтересованно отозвался на книги Лебедева «К северным народам» (1931) и «Охотники на Имане» (1932) Виктор Шкловский:

«…Отличие Лебедева от старого путешественника в том, что для него лопарь — не экзотика. Он рассматривает его спокойно и пристально, как Ленинград. Видит много и точно. Вот эти спокойные подробности изменяют их масштаб.
…Появился новый писатель. С глазом и спокойным голосом».— Знать землю – знать писателя // Литературная газета. — 1932. — 29 ноября.
Следующая книга Лебедева «Вятские записки» тоже насыщена фольклорным материалом, но её жанровые рамки значительно расширились. Литературовед Цезарь Вольпе отметил её необычный, новаторский характер и особо остановился на автобиографическом аспекте книги:

«…Действительно, трудно определить жанр книги Лебедева. Это — и автобиография, и хроника, и краеведческое исследование. И, однако, ни на один из указанных видов литературы эта книга не похожа. В сущности, перед нами жанр книги, которого мы до сих пор не знали.

…Лебедев один из представителей нового типа профессиональной биографии, созданной Октябрём. Сперва библиотекарь в Слободской библиотеке, затем преподаватель международного языка „эсперанто“ в народном университете, затем преподаватель почвоведения на сельскохозяйственных курсах, Лебедев принимался за работу, которую он знал недостаточно. В сущности, каждая новая работа — это были его „Мои университеты“. …Затем Лебедев организует музей, работает в продкоме, собирает хлеб для отсылки на фронт, участвует уже в качестве эксперта по музейному делу в изъятии церковных ценностей, изучает краевое народное искусство и народное творчество и т. д. и т. п. Рассказывая свою биографию, Лебедев сумел показать, как Октябрьская революция перестроила и перевернула весь уклад вятской жизни, как она „определила“ его личные скитальчества в поисках профессии».
Повесть «Товарищи» (1935) — о предреволюционном Урале — сделала имя Всеволода Лебедева известным широкому кругу читателей и получила наиболее существенную поддержку критики благодаря своей социально-значимой тематике. Однако следующая работа писателя, поэма в прозе «Детство» (1936), оказалась произведением, в котором тема индивидуально-личностного и бессюжетного погружения в мир детского восприятия была слишком «далека от того, за что борется сейчас вся советская художественная общественность». Поэма «Детство», напечатанная в журнале «Красная Новь», не была выпущена отдельным изданием.

## Литературно-критическая и редакторская деятельность
Наряду с писательским творчеством Всеволод Лебедев занимался литературной критикой и редакторской работой. В первой половине 1930-х он сотрудничал в редакции журнала «Тридцать дней». Его критические статьи выходили в «Литературной газете», в журналах «Звезда», «Книга детям», «Детская литература». Среди наиболее заметных критических работ Лебедева — его статья о Виталии Бианки, о которой высоко отзывался С.Маршак, а также статья о романе Бориса Житкова «Виктор Вавич», которую Лебедев опубликовал, вероятно, «желая помочь Житкову в преодолении цензурных барьеров».
Немаловажным свидетельством заинтересованного и доброжелательного отношения Лебедева ко всему талантливому, самобытному в творчестве других писателей является воспоминание о нём Павла Бажова в письме к Л. И. Скорино:

«…В одной из рецензий меня сильно задело упоминание о Вс. Вл. Лебедеве. Не знаю, как вы относитесь к работам покойного писателя, но с моей стороны было большим упущением, что в своих письмах-ответах не сказал об этом. Между тем Вс. Вл. в моей судьбе играл очень большую роль. В сущности, он первый помог мне преодолеть опасения, что работу могут назвать стилизаторством, и первый увез сказы в Москву, где они и были напечатаны в „Красной нови“ [в № 11 за 1936 г.]…».
Большую роль сыграл Всеволод Лебедев и в судьбе писательницы Веры Чаплиной, которая считала его своим литературным учителем. В 1933 году Лебедев, сотрудничая с редакцией журнала «Юный натуралист», оказал литературную помощь «в порядке товарищеского шефства» начинающим авторам, работникам Московского зоопарка Вере Чаплиной и Елене Румянцевой. Весной 1935 года, завершив работу над книгой о площадке молодняка, Чаплина писала:

"…Я не писатель, и никогда не думала им быть. Занялась этим делом случайно. Познакомилась с писателем В. В. Лебедевым, он-то и натолкнул меня на мысль писать. «У вас много интересного, — сказал он. — Вы бы могли написать о зверях из своей работы с ними, а где надо, я вам помогу».

…Начинающий автор не замечает своих ошибок. Для этого надо много опыта и умения писать. Я этого не имела, и недостаток критики ощущала очень сильно… Лебедев терпеливо, не показывая прямо на ошибку, наталкивал меня на неё. Например, описывая площадку, я подробно указывала, где находится какое дерево, пень, какая росла трава. Тогда В. Л. попросил меня описать обыкновенный стул. Сделать я этого не смогла. «А если посадить человека, — спросил он, — и по тому, как он, облокотившись, сел, дать форму стула?» Это было так просто, что мне даже показалось странным, как я не догадалась раньше. Сразу увидела свою ошибку и, описывая площадку, придала ей форму и вид поведением зверей…".

## Семья
- Жена — Нина Павловна Сакулина (1898—1975) — доктор педагогических наук, специалист в области художественного воспитания дошкольников, дочь академика П. Н. Сакулина[28].
- Дочь — Елена Всеволодовна Лебедева (р. 14.03.1931) — в 1956 г. ассистент художника-постановщика киностудии «Союзмультфильм»[29].

## Основные произведения[30]
- Полярное солнце. — М.: Федерация. — 1930. — 141 с.
- К северным народам (путешествие к лопарям). — М.: ОГИЗ-Молодая гвардия. — 1931. — 158 с.
- Охотники на Имане. — М.: ОГИЗ-Молодая гвардия. — 1932. — 78 с.
- Вятские записки[31]. — Л.: Издательство писателей. — 1933. — 186 с.
- Голоса рабочих. — Л.: Издательство писателей. — 1933. — 177 с.
- Товарищи. — М.: Сов. писатель. — 1935. — 240 с.
- Детство: поэма // Красная новь. — 1936. — № 1. — С. 3—97.
- Отряды [в соавторстве с С. Коляджиным; пьеса в 4 д. 10 сценах]. — М.: Гослитиздат, 1936. — 120 с.
- Мастера. (Хроника двух заводов). — М.: Сов. писатель. — 1937. — 249 с.

## Память
- В г. Слободском на доме, где жил Всеволод Лебедев, установлена памятная доска[32].
- В Слободском краеведческом музее учреждены и проводятся Лебедевские чтения[33].